# Tramvajová smyčka Červený Vrch

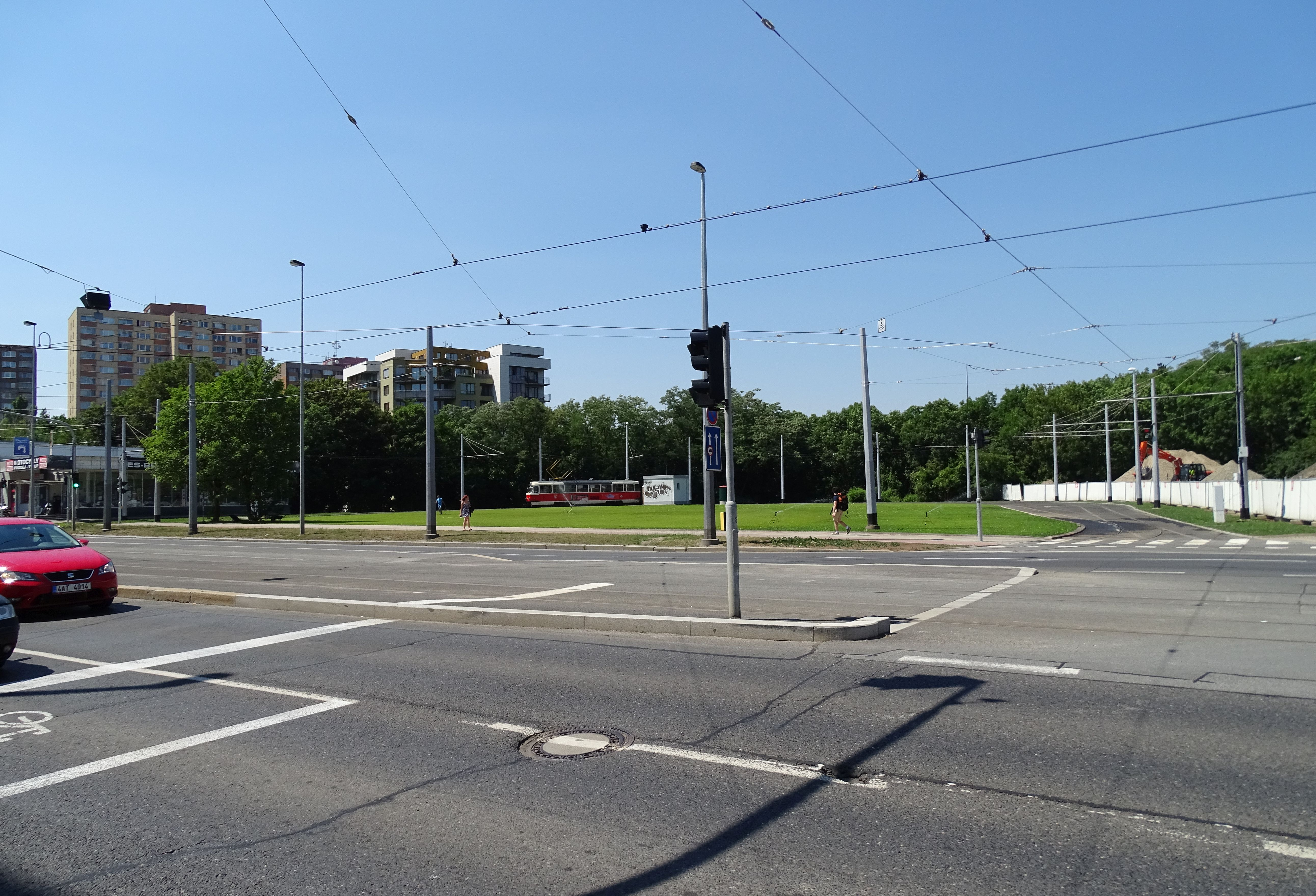
Nová smyčka s manipulujícím vozem linky 2.

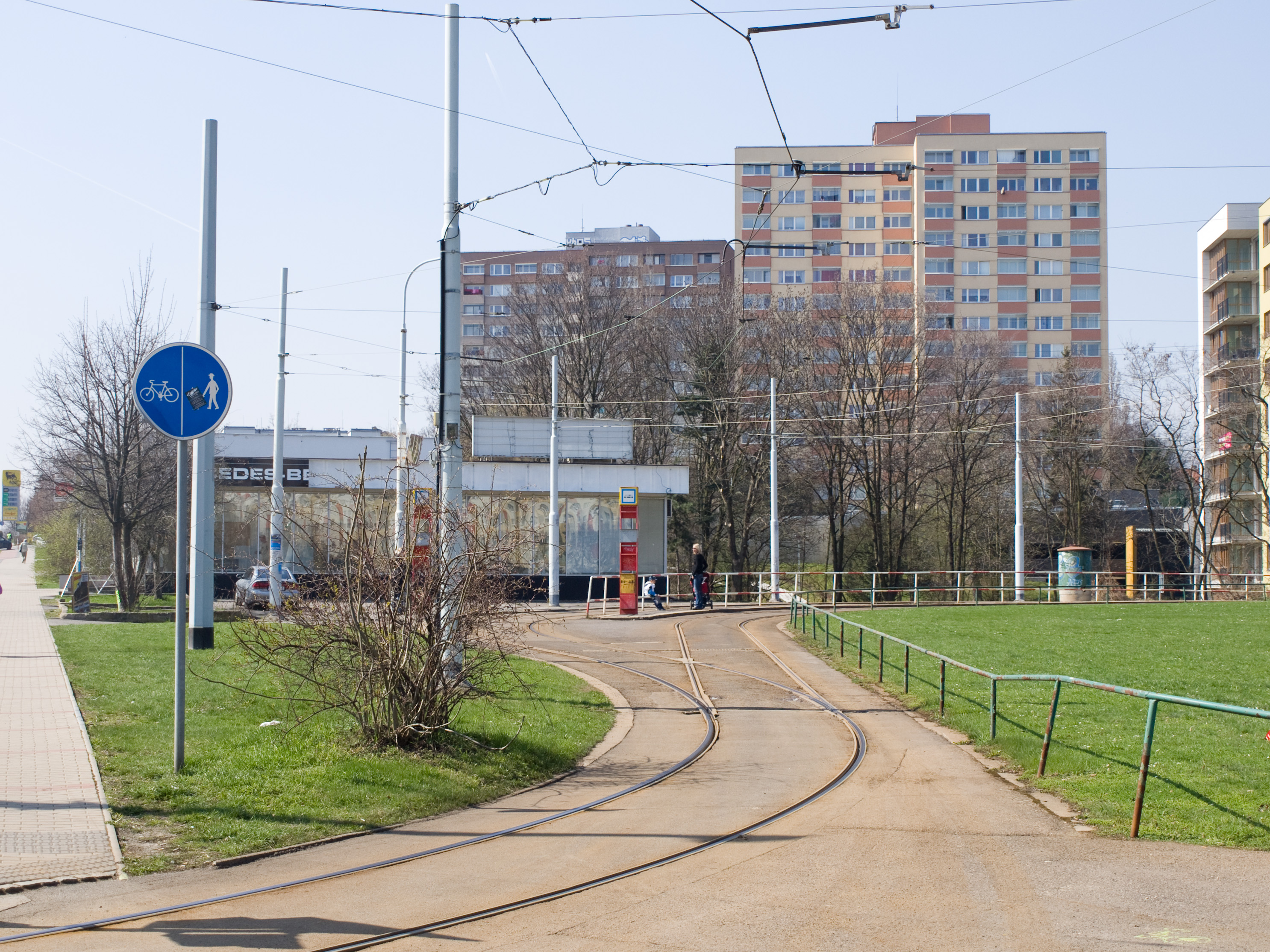
Spojení vnitřní a vnější koleje staré smyčky a jejich pokračování směrem k sjezdové výhybce napojující se na trať

Tramvajová smyčka Červený Vrch je obratiště tramvají v Praze 6, Vokovicích. V červnu roku 2010 byla kvůli výstavbě metra A odpojena od tramvajové sítě a během podzimu a zimy 2010 kompletně snesena. Obnovená smyčka byla uvedena do provozu v květnu roku 2015. 

## Popis
Původní smyčka Červený Vrch byla v části své délky dvojkolejná, se dvěma nástupními pozicemi ve stejném směru. Kolejově byla smyčka připojena pouze do směru k Vítěznému náměstí (výjezd směrem k Vozovně Vokovice a smyčce Divoká Šárka nebyl možný). Spojení tratě se smyčkou bylo umožněno radiově ovládanou výhybkou mezi zastávkami Červený Vrch z centra a do centra. Výstupní zastávka pro vlaky jedoucí do smyčky se nacházela na trati, dvojice nástupních zastávek ležela v prostoru smyčky. Při vjezdu do smyčky musela tramvaj překonat dva pruhy Evropské třídy. Dělení koleje vjíždějící do smyčky na vnitřní a vnější bylo řešeno ručně ovládanou výhybkou. Uprostřed smyčky se nachází sociální zařízení pro řidiče. Nedaleko smyčky také leží tramvajová měnírna Červený Vrch.
Obnovená smyčka je kolejově přístupná z obou směrů, tedy i ve směru od Divoké Šárky. Zároveň byly nástupní zastávky zrušeny a nahrazeny nástupní zastávkou na trati, společnou se spoji přijíždějícími od Divoké Šárky.

## Historie

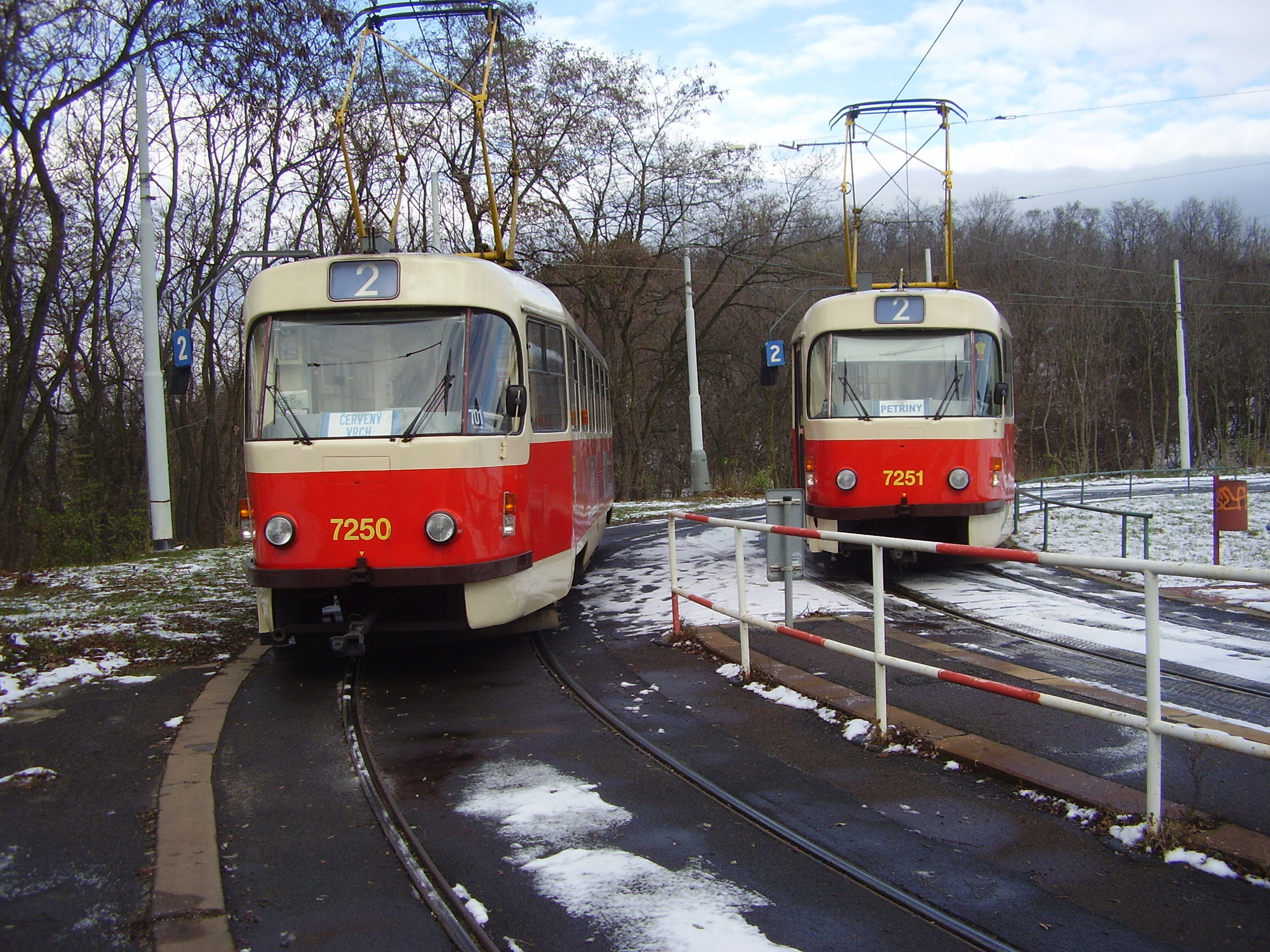
Dva vozy typu Tatra T3SUCS vypravené na linku 2 manipulují ve smyčce

Smyčka byla vybudována a uvedena do provozu 7. listopadu 1967, spolu s celou přeložkou trati vedoucí Evropskou (tehdy Leninovou) ulicí. Několik let od vybudování sloužilo obratiště lince číslo 30, později jako obratiště pro zkrácená pořadí linek ukončovaných v hlavové smyčce Divoká Šárka.
V době povodní v roce 2002 a při jiných mimořádnostech v provozu linky metra A byla smyčka využívána jako obratiště pro náhradní tramvajovou dopravu X-A.

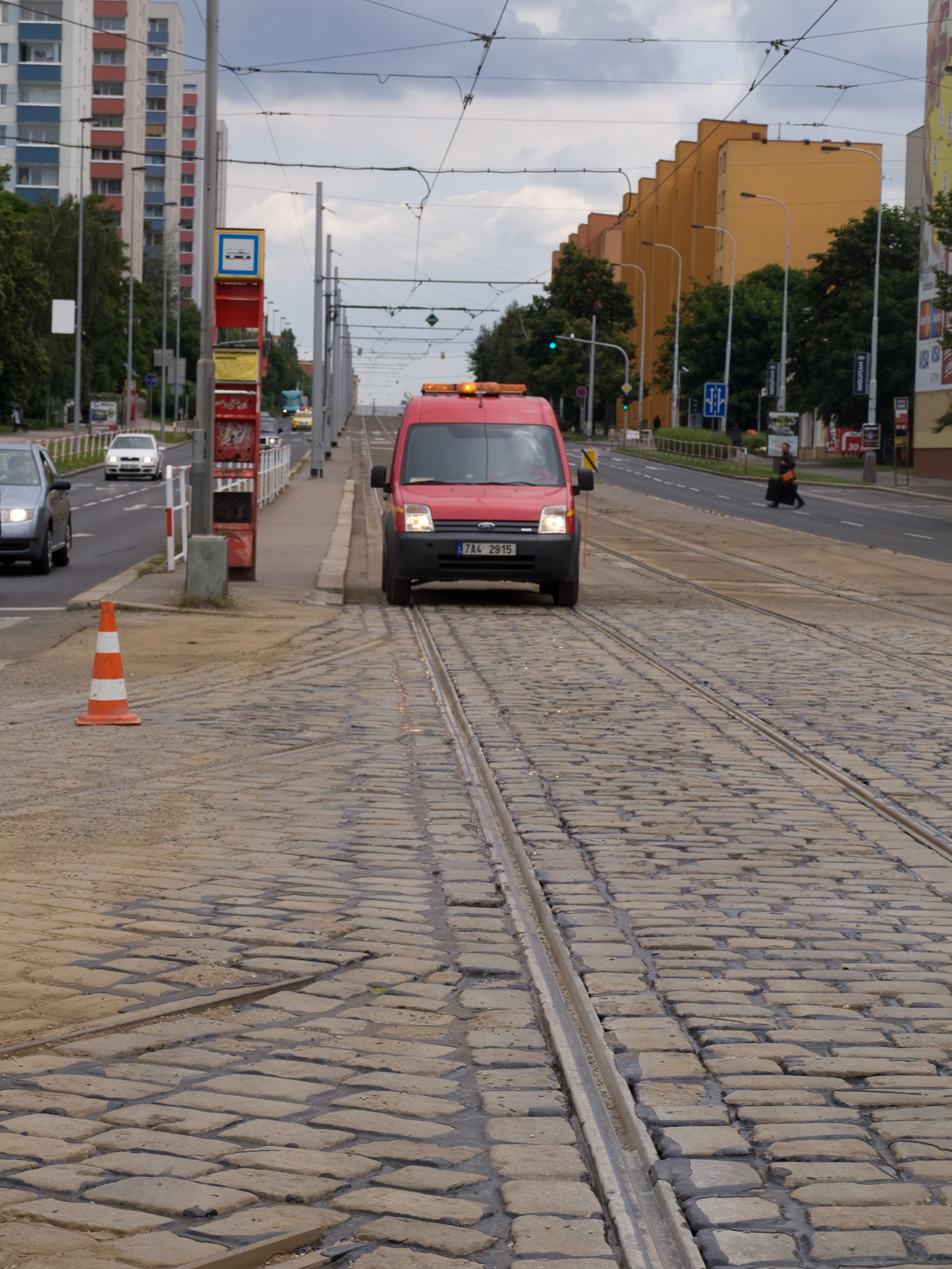
Vjezd do smyčky v červnu 2010 několik dní po odříznutí. Na obrázku je zastávka Červený Vrch z centra (se stojícím vozem zastávkové služby) a v popředí je patrná chybějící napojení sjezdových kolejí a nové přímé koleje.

Poslední linkou, která v pravidelném provozu využívala obratiště byla linka číslo 2. Její poslední obrat se uskutečnil v pondělí 31. května 2010. Následujícího dne byla linka dočasně zrušena z důvodu budování přeložky trati v oblasti mostu přes dejvické nádraží ve Svatovítské ulici a křižovatky Prašný most, kde se budoval výjezd z tunelu Blanka. Během večera a noci ze dne 22. června na 23. června 2010 byla během krátkodobé výluky odříznuta od pražské tramvajové sítě. Po zprovoznění úseku Vozovna Střešovice – Prašný most došlo ke znovuobnovení linky 2 ve výlukové trase Petřiny – Vítězné náměstí – Podbaba. K odpojení obratiště Červený Vrch došlo snesením vjezdové a výjezdové výhybky, která připojovala smyčku k trati Prašný most - Divoká Šárka; výhybky byly nahrazeny rovnými kolejemi, takže vjezd do smyčky nebyl možný. Smyčka byla odříznuta z důvodu začátku stavebních prací na prodloužení linky metra A do Motola. Během podzimu a zimy bylo celé obratiště postupně sneseno. 
V dubnu 2015 začala výstavba obnovené smyčky v novém uspořádání. Stavba byla dokončena 24. května 2015.

## Provoz
Smyčka je bez pravidelného provozu tramvají. Bývá využívána při výlukách. 
Od 1. února do 15. dubna (rekonstrukce trati Vozovna Vokovice - Divoká Šárka a přestavba obratiště Divoká Šárka) a od 2. do 15. září 2023 (napojení trati Divoká Šárka - Dědina a trolejbusové trati Nádraží Veleslavín - Letiště) byla smyčka využívána linkou číslo 20 ve směru od Sídliště Barrandov.
Dne 22. října 2023 byla smyčka využívána linkou číslo 30 ve směru od Dědiny. Linka číslo 30 byla zavedena z důvodu slavnostního otevření tramvajové trati Divoká Šárka - Dědina. Na lince se nemuselo platit a DPP na ni vypravil například tramvaje 15T, K2, T2R, T3, nebo legendární vyhlídkový vůz T3 Coupé. 